# Chendytes lawi
Chendytes lawi — вимерлий вид качок підродини крехових (Merginae). Це була морська нелітаюча качка, розміром з гусака. Мешкала на тихоокеанському узбережжі Північної Америки. Рештки птаха знайдені в узбережних відкладеннях Каліфорнії та на Канальних островах. Вимерла десь між 450 та 250 роками до нашої ери. Археологічні дані свідчать, що вид був об'єктом полювання для людей.